# Ude-Verband
Der Ude-Verband (vulgo Ude-Partei) war eine österreichische Kleinstpartei, die 1927 bei der Nationalratswahl und zwei Landtagswahlen antrat.

## Geschichte
1926 gründete der Priester und Dekan der Universität Graz Johannes Ude den Wirtschaftsverein für Österreich, der sich gegen Korruption und für Sparsamkeit und Gerechtigkeit engagierte. Ude brachte die programmatischen Elemente der Wohnungs- und Bodenreform, des Gartenstadtkonzeptes, der Währungspolitik, von Abstinenz und Abolitionismus, Tierschutz und Pazifismus in den Verein ein.
Anfang 1927 bildete der Wirtschaftsverein die Partei Udeverband, Bund gegen Korruption, die bei der Nationalratswahl 1927 antrat. Ude war zuerst Spitzenkandidat, musste aber auf Druck seiner geistlichen Vorgesetzten seine Kandidatur zurücknehmen und auch den Vorsitz im Wirtschaftsverein abgeben. Im entsprechenden Schreiben des Seckauer Ordinariats nahm der damalige Generalvikar Franz Oer eindeutig Stellung für die Christlichsoziale Partei als einzige katholische Partei. Die Nationalratsliste führte nach Udes Rücktritt Peter Sturm an. Bei der Wahl wurden mehr als 35.000 Stimmen für den Udeverband abgeben, zu wenig jedoch für einen Sitz im Nationalrat. Bei der Landtagswahl in der Steiermark 1927 erreichten die Partei allerdings zwei Mandate. Die Anhänger Udes traten auch bei der Landtagswahl in Kärnten 1927 an, erhielten aber nur wenige hundert Stimmen und kein Mandat.
1930 trat die Partei dem Wahlbündnis Nationaler Wirtschaftsblock und Landbund bei und verlor in der Folge jede Bedeutung. 1933 erfolgte die vereinsrechtliche Auflösung.